# Dogon (Sprache)
Das Dogon ist, je nach Standpunkt, eine Einzelsprache oder Unter-Sprachfamilie der Niger-Kongo-Sprachen, die einen eigenen Primärzweig bildet. Dogon wird von etwa 600.000 Menschen in Mali und Burkina Faso gesprochen.

## Dogon innerhalb des Niger-Kongo
Alle Versuche, die Dogon-Sprache anderen Untergruppen des Niger-Kongo zuzurechnen (z. B. dem Gur oder Mande), sind bisher fehlgeschlagen, somit wird es heute als selbständiger Primärzweig des Niger-Kongo betrachtet. Das Zentrum der Dogonkultur ist das Dogon-Land in Zentral-Mali mit dem Hauptort Bandiagara (etwa 60 km östlich von der am Niger gelegenen Stadt Mopti). Die Dogon haben gegenüber dem Islam lange ihre eigenständige afrikanische Religion behaupten können, inzwischen werden allerdings immer mehr Dörfer islamisiert. Viele Dogon – vor allem die Männer und jungen Leute – beherrschen auch die Landessprache Bambara (eine Mande-Sprache).

## Einzelsprache oder Sprachgruppe?
Ob das Dogon eine einzige Sprache mit vielen, teilweise recht abweichenden Dialekten oder eine kleine Sprachfamilie mit – je nach Autor – etwa fünf bis zwanzig Sprachen ist, lässt sich kaum endgültig entscheiden. In den Standardwerken Bendor-Samuel 1989 und Heine-Nurse 2000 wird es als eine Sprache betrachtet. Das Dogon wird in fünf Hauptdialektgruppen und drei kleinere Einzeldialekte gegliedert (nach Heine-Nurse 2000):
Klassifikation der Dogon-Dialekte
- Dogon
  - Ebene: Jamsay Tegu, Toro Tegu, Tene Ka, Tomo Kan
  - Falaise: Toro Soo, Tombo Soo, Kamba Soo
  - West: Duleri Dom, Ejenge Dom
  - Nordwest: Bangeri Me (siehe unten)
  - Nordplateau: Bondum Dom, Dogul Dom
  - Yanda Dom
  - Oru Yille
  - Naya Tegu

Neuerdings vertritt dagegen Hochstetler (2004) die Auffassung, dass das Dogon aus zumindest 17 deutlich unterschiedlichen Sprachen besteht, neuere Feldforschungen von Roger Blench scheinen diese Meinung zu unterstützen. Das ursprünglich als nordwestlicher Dialekt klassifizierte Bangeri Me ist nach Blench (2005, 2007) kein Dogon-Dialekt, sondern eine isolierte Sprache, die also auch nicht zu den Niger-Kongo-Sprachen gehört.
Die am besten untersuchte Dogon-Varietät ist das in Sanga gesprochene Toro Soo, aufgrund der von Marcel Griaule dort durchgeführten Studien und des besonderen Interesses der Regierung von Mali an diesem Dialekt. Tene Ka, Tomo Ka und Jamsay Tegu haben die größte Verbreitung; Jamsay Tegu und Tombo Soo werden als die ursprünglichsten Dialekte betrachtet.

## Sprachliche Charakteristik
Das Nominalklassensystem des Proto-Niger-Kongo ist im Dogon in Resten erhalten, allerdings gibt es keine Klassenpräfixe. Bezeichnungen für menschliche Wesen haben spezielle Pluralsuffixe. Dogon ist eine Tonsprache mit zwei Ton-Ebenen. Es gibt ein grundlegendes Paradigma der Personalpronomen, von dem Objekt- und Possessivpronomen abgeleitet sind. Die Satzstellung ist SOV (Subjekt-Objekt-Verb). Das Nomen steht vor seinem Attribut, Possessivum, Numerale und Demonstrativum.
Die benachbarten Sprachen Bambara (eine Mande-Sprache) und Fulfulde (eine atlantische Sprache) haben aufgrund ihrer geographischen und kulturellen Verbindung signifikanten Einfluss auf das Dogon ausgeübt.

### Grußformeln
Wie viele andere afrikanische Sprachen, besitzt auch das Dogon komplexe Grußformeln, die selbst bei flüchtigen Begegnungen angewandt werden. Ein Standardbeispiel:
- aga po seo? „Wie geht es dir?“ Die angesprochene Person antwortet seo! „es geht (gut)“
- oumana seo? „Wie geht es deiner Familie?“ seo!
- ounou seo? „Wie geht deinen Kindern?“ seo!
- yahama seo? „Wie geht deiner Frau?“ seo!

Dann werden die Rollen getauscht, der Antworter stellt die Fragen. Natürlich werden die Formulierungen dem Alter und Geschlecht der angesprochenen Person angepasst, mit den Fragen beginnt immer der Ranghöhere.
Weitere Informationen über sprachliche Einzelheiten im Artikel Niger-Kongo-Sprachen.

### Afrikanische Sprachen
- Joseph Greenberg: The Languages of Africa. Mouton, The Hague and Indiana University Center, Bloomington 1963.
- Bernd Heine und andere (Hrsg.): Die Sprachen Afrikas. Buske, Hamburg 1981.
- Bernd Heine, Derek Nurse (Hrsg.): African Languages. An Introduction. Cambridge University Press, 2000.

### Speziell zum Dogon
- John Bendor-Samuel (Hrsg.): The Niger-Congo Languages: A Classification and Description of Africa’s Largest Language Family. University Press of America, Lanham / New York / London 1989.
Darin: John Bendor-Samuel, Elizabeth Olsen, Ann R. White: Dogon.
- J. Bertho: La place des dialectes dogon de la falaise de Bandiagara parmi les autres groupes linguistiques de la zone soudanaise. In: Bulletin de l’IFAN. 15, 1953, S. 405–441.
- Roger Blench: A survey of Dogon languages in Mali: Overview. In: OGMIOS: Newsletter of Foundation for Endangered Languages. 3.02 (#26), 2005, S. 14–15 ogmios.org.
- Roger Blench: Baŋgi me: a language of unknown affiliation in Northern Mali. In: OGMIOS: Newsletter of Foundation for Endangered Languages. 3.02 (#26), 2005, S. 15–16 (ebenfalls abgedruckt in: Mother Tongue. XII, 2007).
- Geneviève Calame-Griaule: Les dialectes Dogon. In: Africa. 26 (1), 1956, S. 62–72.
- Geneviève Calame-Griaule: Dictionnaire Dogon Dialecte tɔrɔ: Langue et Civilisation. Klincksieck, Paris 1968.
- J. Lee Hochstetler, J.A. Durieux, E.I.K. Durieux-Boon: Sociolinguistic Survey of the Dogon Language Area. SIL International, 2004, sil.org (PDF; 2,9 MB).
- Vladimir Andreevič Plungjan: Dogon. In: Languages of the World/Materials. Vol. 64. Lincom Europa, München 1995.